# LEG T 3
Der Dieseltriebwagen LEG T 3 wurde 1938 vom Waggonbau Dessau gebaut und an die Lausitzer Eisenbahn-Gesellschaft (LEG) ausgeliefert. Er stammte wie die beiden Triebwagen LEG T 1 und T 2 aus der Lieferserie LEG T 1–T 3.

## Geschichte und Einsatz

### LEG T 3
Das Fahrzeug wurde 1938 von der Lausitzer Eisenbahn-Gesellschaft (LEG) fabrikneu abgenommen.

### DR 835
Nachdem die Lausitzer Eisenbahn-Gesellschaft 1939 in der Deutschen Reichsbahn aufging, trug der Triebwagen kurzzeitig die Bezeichnung 835. Der Reichsbahn war die Unterhaltung des Fahrzeuges jedoch zu teuer, sie bot es daher zum Verkauf an.

### RAG T 2 / VT 02 / VT 12
Die Regentalbahn AG (RAG) erwarb somit 1941 ein fast neues Fahrzeug und bezeichnete es zuerst als T 2, später als VT 02. Der Triebwagen wurde auf der Bahnstrecke Gotteszell–Blaibach, vorrangig zwischen Viechtach und Blaibach, eingesetzt. In verkehrsschwachen Zeiten befuhr er die gesamte Strecke. Zeitweise war er auf der Lokalbahn Deggendorf–Metten im Einsatz. Auf der Stammstrecke wurde der kleinere Wagen bevorzugt für andere Dienste wie für die Postbeförderung herangezogen.
Ein erster Umbau des Wagens erfolgte 1958. Dabei wurde die Antriebsanlage von zwei Motoren auf einen Motor umgebaut. Der Wagen verlor die Dachkühler, die Stirnseiten erhielten zwei Fenster ohne  Übergangstür. Ab 1974 wurde der Triebwagen nach Anpassungsmaßnahmen als Schlepptriebwagen verwendet und bevorzugt auf der Lokalbahn Deggendorf–Metten eingesetzt. Merkmale waren große Bahnräumer und die Stirnseiten mit Scheinwerfer sowie gesondertem Schlusslicht. 1978 wurde der Triebwagen in VT 12 umgezeichnet. 1983 endete der Einsatz bei der Regentalbahn.

### MKB VT 01
1987 konnte der Triebwagen nach Restaurierung und Umlackierung in weinroter Farbgebung an die Mindener Kreisbahnen verkauft werden. Die Bahnräumer blieben erhalten. Das Fahrzeug war für die Bedienung eines Besucherbergwerkes in Kleinenbremen bestimmt und erhielt die Nummer VT 01.

### MEM T 2

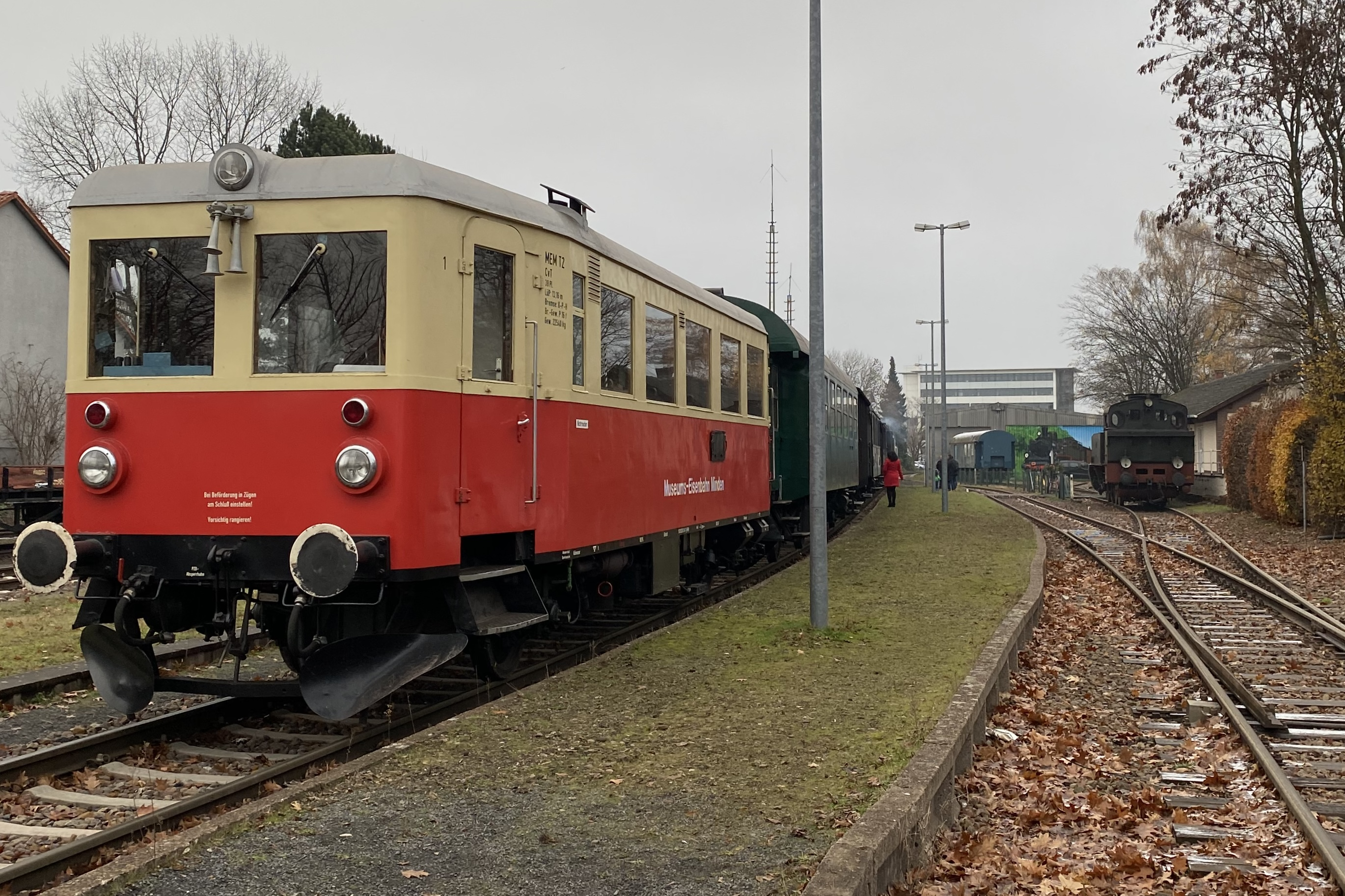
Der MEM T 2 im Bahnhof Minden-Oberstadt mit Zug abfahrbereit Richtung Hille, 2022

Seit 2014 wird er von der Museums-Eisenbahn Minden als T 2 betrieben und besitzt die NVR-Nummer 95 80 0301 018-9 D-MEM.

## Konstruktive Merkmale
Der Triebwagen gehörte mit sieben Metern Achsstand und 13,6 Metern Länge über Puffer zu den größeren der in Dessau produzierten Triebwagen. Er wurde in seiner Zeit bei der Deutschen Reichsbahn als zweiachsiger Dieseltriebwagen schwerer Bauart bezeichnet. Das hat aber nichts mit der Bauart zu tun, er gehörte zu den Fahrzeugen der Leichtbauweise, sondern die Deutsche Reichsbahn hatte für die Fahrzeuge der LEG nur in dieser Fahrzeugkategorie Nummern frei.
Er war für Traglastentransport in den Vorräumen konzipiert, diese besaßen Außentüren von 750 mm lichter Weite, die durch zusätzlich herausklappbare Wandteile auf 1000 mm vergrößert werden konnten. Der in Fahrtrichtung hintere Einstiegsraum wurde im Normalbetrieb als zusätzlicher Gepäck- und Traglastenraum verwendet. Das nicht benutzte Führerpult konnte mit einem Rollladen verschlossen werden.
Bis 1958 hatte der Triebwagen Dachkühler und die durch eine Übergangstür geteilte Stirnfront. Bei der Umbaumaßnahme wurde die Heizungsanlage des Wagens geändert, der vorher verwendete Koksofen wurde durch eine Warmwasserheizung ersetzt. Bei den Anpassungsmaßnahmen zur Verwendung als Schlepptriebwagen wurde 1974 die Sitzplatzanzahl verringert, um mehr Platz für Gepäck und Expressgut zu schaffen. Der Führerstand erhielt ein rotes Führerpult mit modernen Instrumenten sowie einen einfachen, gefederten Motorradsitz.
Bei Lieferung waren zwei Motoren der Deutschen Werke in Kiel und zwei Mylius-Getriebe eingebaut. 1974 wurden diese durch einen Motor von Klöckner-Humboldt-Deutz und einem Getriebe LRG 125 von Voith ersetzt.